# 阿久留王
阿久留王（あくるおう）は、上総国の鹿野山を拠点とした蝦夷の首長、もしくは鬼。ヤマトタケルによって討たれたと伝わる。

## 伝説
阿久留王の名は正史に見られないが、現在の千葉県内に残る伝説に登場する。
『房総志料 続編』
鹿野山神野寺の本尊薬師如来の左に並ぶ軍荼利明王は、討たれた悪褸王が後世に祟りをなさぬように祀ったものである。
一般的に軍荼利明王は八臂の姿であるが、神野寺の明王は六臂で、蛇を手足に描いている。悪褸王は別名を六手王といい、生まれたところは「六手村」と名づけられた。
鹿野から木村に下る西の方の山は「鬼泪山」といい、ヤマトタケルに追い立てられた賊鬼が泣く泣く立ち退いたことに由来する。
『南総郡郷考』
ヤマトタケルの旧跡たる鹿野山の白鳥神社は、亜久留王の滅亡の地である。
『房総志料』
茅野村の習俗では、11月26日からの10日間、男は髪を結わず月代も剃らず、女は髪を洗わず糸紡ぎもしない。大声では話さず、明かりも灯さず、男女ともに入浴を断ち、武人を家に入れない。これを「みかわり」と呼ぶ。
姉崎あたりでは11月26日、使用人に白飯を与え、男も女も仕事を禁じる。本郷ではこの日、織機に蓑をかぶせる。
このように、茅野村の習俗が最も厳しい。
『房総志料 続編』（再掲）
茅野の人が語るところによれば、ヤマトタケルによる鹿野山の凶賊攻略は、11月26日に始まり12月5日に終わった。その10日間、村人たちが畏れ慎んだことに倣って、このようになっている。
とりわけ茅野の鎮守「羽雄大明神」はヤマトタケルを祀ったものであるため、他村より厳しくしている。
『上総町村誌』
明治維新に至るまで、いくつかの郷里では11月26日の夜、夜行を禁じ、大声で話さず、物音も立てず、扉を閉ざして静穏にすることをもって祭事のようにしていた。
この物忌みはヤマトタケルが賊の誅滅に先立って命じたもので、村人たちに危害が及ばないように、また賊が逃げ込まないようにするためではないだろうか。
「阿久留塚」とは、ヤマトタケルが東夷の長たる阿久留の首を刎ねて埋めた所である。
『鹿野山一覧記』
景行天皇の御代、関東地方で夷が暴れまわっていたため、ヤマトタケルに討伐の命が下った。
阿久留王は数多の鬼類を招集し、駿河国でタケルを迎え撃ったものの、戦いに敗れた。鬼類は鹿野山の北嶺まで退いて身を潜めたが、タケルとの再戦でついに討たれ、その髑髏は「阿久留王塚」に埋められた。
このとき鬼の流した血で赤く染まった川のことを「血草川」ないし「染川」と呼んだ。また、討たれた鬼が悲しみに泣いたことから「鬼涙原」の地名がつけられた。